# M'hamed Yala
M'hamed Yala ou M'hamed Hadj Yala, né le 29 décembre 1929 à Tifra dans l'actuelle wilaya de Béjaia en Algérie, mort le 29 septembre 2021, est un homme politique algérien, membre du FLN.
Durant la guerre d'indépendance il est ambassadeur du GPRA en Chine. À l'indépendance il devient préfet d'Alger puis de Constantine avant d'être conseiller à la présidence du conseil des ministres en 1974 jusqu'en 1977 où il fait son entrée au gouvernement.

## Ambassadeur du GPRA en Chine
- 1965-1970, Wali d'Alger[3]
- 1970-1974, Wali de Constantine[4]
- 1974-1977, Conseiller à la Présidence de la République[5]
- 1977-1979, Ministre du commerce.
- 1979-1982, Ministre des finances.
- 1982-1987, Ministre de l'intérieur.
- 1988, Ambassadeur en URSS[6].